# Europacup I hockey vrouwen 1977
De 4de Europacup I hockey voor vrouwen werd gehouden van 27 tot en met 30 mei 1977 in Wenen. Het deelnemersveld bestond uit 8 teams. Amsterdam H&BC won deze editie door in de finale Eintracht Braunschweig te verslaan.

## Uitslag poules

### Poule A
| Team                      | Pnt | GS | W | G | V | DV | DT | DS  |
| ------------------------- | --- | -- | - | - | - | -- | -- | --- |
| 1. Eintracht Braunschweig | 6   | 3  | 3 | 0 | 0 | 12 | 1  | +11 |
| 2. SK Slavia Praha        | 4   | 3  | 2 | 0 | 1 | 13 | 4  | +9  |
| 3. Club de Campo          | 2   | 3  | 1 | 0 | 2 | 3  | 7  | -4  |
| 4. Baslerdybli            | 0   | 3  | 0 | 0 | 3 | 0  | 16 | -16 |

Uitslagen
- A Braunschweig - Slavia 4-1
- A Baslerdybli - Campo 0-3
- A Braunschweig - Campo 3-0
- A Baslerdybli - Slavia 0-8
- A Braunschweig - Baslerdybli 5-0
- A Slavia - Campo 4-0

### Poule B
| Team                     | Pnt | GS | W | G | V | DV | DT | DS |
| ------------------------ | --- | -- | - | - | - | -- | -- | -- |
| 1. Amsterdam H&BC        | 6   | 3  | 3 | 0 | 0 | 6  | 0  | +6 |
| 2. Royal Uccle Sport THC | 4   | 3  | 2 | 0 | 1 | 7  | 3  | +4 |
| 3. AHTC Wien (sb)        | 1   | 3  | 0 | 1 | 2 | 1  | 6  | -5 |
| 4. Stade Français        | 1   | 3  | 0 | 1 | 2 | 1  | 6  | -5 |

Uitslagen
- B Wien - Uccle 0-3
- B Stade Français - Amsterdam 0-1
- B Wien - Amsterdam 0-2
- B Stade Français - Uccle 0-4
- B Wien - Stade Français 1-1 (Wien w.n.s.)
- B Amsterdam - Uccle 3-0

## Finales

#### Finale
1/2: Amsterdam - Braunschweig 3-0

#### 3de plaats
3/4: Uccle - Slavia 3-1

#### 5de plaats
5/6: Wien - Campo 0-1

#### 7de plaats
7/8: Stade Français - Baslerdybli 5-0

## Eindstand
1. Amsterdam H&BC
2. Eintracht Braunschweig
3. Royal Uccle Sport THC
4. SK Slavia Praha
5. Club de Campo
6. AHTC Wien
7. Stade Français
8. Baslerdybli